# Equi Fernández
Ignacio Ezequiel Agustín Fernández Carballo (Ciudad de Buenos Aires, 25 de julio de 2002) conocido simplemente como Equi Fernández es un futbolista argentino que se desempeña como mediocampista y su equipo actual es el Al-Qadisiyah F. C. de la Liga Profesional Saudí. Desde 2024 es internacional con la Selección de fútbol de Argentina.

## Trayectoria

### Boca Juniors
Arribó a Boca Juniors en el año 2012. En marzo de 2021 fue seleccionado en una lista de futbolistas concentrados para disputar la Copa Argentina 2019-20 frente a Claypole, pero no alcanzó a debutar, también fue seleccionado nuevamente en marzo de ese mismo año para concentrar en otro partido correspondiente a la Copa Argentina 2019-20, esta vez frente a Defensores de Belgrano.
Su debut profesional se produjo el 8 de mayo de 2021 en un encuentro correspondiente a la fecha 13 de la Copa de la Liga Profesional, en lo que fue una derrota de su equipo frente a Patronato por un marcador de 1-0, jugando así durante 60 minutos antes de ser reemplazado.

### Préstamo a Tigre
En febrero del año 2022, Equi fue cedido a C.A. Tigre por un año, por un valor de 450 mil € y sin opción de compra.
Se lució en el Matador con actuaciones distinguidas y eso permitió al juvenil a ser titular del equipo, sin embargo, tras superar a River Plate por semifinales de la Copa de la Liga Profesional 2022, Boca pidió su regreso antes de fin de año, por lo que el juvenil tendría que volver al club de la Ribera en junio del mismo año.También disputó la final de la Copa de la Liga frente a Boca, la cual perdió por 3-0. Jugó un total de 14 partidos con el matador, sin convertir goles.

### Retorno a Boca Juniors
El 2 de enero de 2023 el volante volvió al club de la Ribera tras el vencimiento de su préstamo con Tigre. Volvió a los partidos oficiales con Boca frente a Racing Club en el marco de la Supercopa Internacional 2022 donde disputó 45 minutos y mostró liderazgo en el mediocampo. El 19 de febrero de ese año jugó su primer partido de titular en el Xeneize en la victoria por 3:1 frente a Platense y fue el jugador con más duelos ganados (14). A finales de julio de ese año, se produjo la salida de Alan Varela al F.C Porto, lo que provocó que Fernández se gane la titularidad indiscutida del equipo conformando el mediocampo de Boca junto a Pol Fernández y Cristian Medina.Su buen desempeño hizo que se encuentre en el radar de equipos europeos como el S.L Benfica o el Sevilla F.C. Finalizó el 2023 con 44 partidos jugados, efectividad en quites y posesión y dos asistencias.
En marzo de 2024, posicionado como el único mediocampista inamovible del equipo de Diego Martínez, renovó su contrato con Boca hasta el finales del año 2028. Su cláusula de rescisión aumentó a $20.000.000 de dólares.

### Al-Qadisiyah
El 29 de julio de 2024 los dirigentes de Boca alcanzaron un acuerdo con el Al-Qadisiyah Football Club, recién ascendido a la máxima división, por pedido del propio Ezequiel Fernández. La oferta del club saudí rondó los U$D15M con contrato por cinco años, ganándole la puja al Arsenal y cerrando el fichaje mientras Ezequiel se encontraba disputando los Juegos Olímpicos París 2024. Con el pasar de los días, hubo desacuerdos en las negociaciones que no lograron establecer finalmente el pago y el traspaso, hasta que, el 4 de agosto, Fernández ejerció la cláusula de rescisión y dejó de ser jugador de Boca. La misma era, como el conjunto argentino lo había reclamado, de US$20M pero decidió depositar un total de US$23M con impuestos. De esta manera, se destrabó su pase y, oficialmente, se convirtió en jugador del equipo árabe.

## Selección nacional

### Categorías juveniles
Fernández fue convocado por la selección de fútbol sub-17 de Argentina dirigida en aquel entonces por Pablo Aimar, a disputar el Perú, en donde se consagraría campeón de dicho torneo. En dicho torneo disputó 6 partidos y marcó 1 gol. También disputó ese mismo año el Mundial sub-17 de 2019, participando en todos los juegos de la selección que caería en octavos de final frente a Paraguay.
El 24 de julio de 2024, Fernández hizo su debut en los Juegos Olímpicos de París ingresando en el primer partido frente a Marruecos a los 24 minutos del segundo tiempo, dónde mostró su efectividad errando un solo pase de 27. El 27 de julio, en el segundo encuentro frente al seleccionado de Irak marcó su primer gol olímpico, definiendo con un disparo al angulo desde afuera del área.

### Selección mayor
Fue convocado por Lionel Scaloni para la doble fecha de las Eliminatorias para la Copa Mundial de Fútbol de 2026 ante Chile y Colombia.

### Participaciones en torneos con selecciones juveniles
| Torneo                        | Sede      | Resultado        | Partidos | Goles | Asistencias |
| ----------------------------- | --------- | ---------------- | -------- | ----- | ----------- |
| Sudamericano Sub-17 2019      | Perú      | Campeón          | 6        | 1     | 0           |
| Copa Mundial Sub-17 2019      | Brasil    | Octavos de final | 4        | 0     | 0           |
| Preolímpico Sudamericano 2024 | Venezuela | Subcampeón       | 7        | 0     | 0           |
| Juegos Olímpicos 2024         | Francia   | Cuartos de final | 4        | 1     | 0           |

## Estadísticas

### Clubes
- Actualizado al último partido jugado el 30 de mayo de 2025.

| Club                              | Div.          | Temporada     | Liga  | Liga  | Liga   | Copas nacionales | Copas nacionales | Copas nacionales | Copas internacionales | Copas internacionales | Copas internacionales | Total | Total | Total  | Media goleadora |
| Club                              | Div.          | Temporada     | Part. | Goles | Asist. | Part.            | Goles            | Asist.           | Part.                 | Goles                 | Asist.                | Part. | Goles | Asist. | Media goleadora |
| --------------------------------- | ------------- | ------------- | ----- | ----- | ------ | ---------------- | ---------------- | ---------------- | --------------------- | --------------------- | --------------------- | ----- | ----- | ------ | --------------- |
| Boca Juniors Argentina            | 1.ª           | 2021          | 2     | 0     | 0      | 1                | 0                | 0                | —                     | —                     | —                     | 3     | 0     | 0      | 0               |
| Tigre Argentina                   | 1.ª           | 2022          | 25    | 0     | 1      | 17               | 0                | 0                | —                     | —                     | —                     | 42    | 0     | 1      | 0               |
| Tigre Argentina                   | Total club    | Total club    | 25    | 0     | 1      | 17               | 0                | 0                | 0                     | 0                     | 0                     | 42    | 0     | 1      | 0               |
| Boca Juniors Argentina            | 1.ª           | 2023          | 19    | 0     | 0      | 17               | 0                | 2                | 8                     | 0                     | 0                     | 44    | 0     | 2      | 0               |
| Boca Juniors Argentina            | 1.ª           | 2024          | 5     | 2     | 1      | 10               | 0                | 0                | 5                     | 0                     | 0                     | 20    | 2     | 1      | 0.1             |
| Boca Juniors Argentina            | Total club    | Total club    | 26    | 2     | 1      | 28               | 0                | 2                | 13                    | 0                     | 0                     | 67    | 2     | 3      | 0.03            |
| Al-Qadisiyah F. C. Arabia Saudita | 1.ª           | 2024-25       | 32    | 1     | 3      | 5                | 0                | 1                | —                     | —                     | —                     | 37    | 1     | 4      | 0.03            |
| Al-Qadisiyah F. C. Arabia Saudita | Total club    | Total club    | 32    | 1     | 3      | 5                | 0                | 1                | 0                     | 0                     | 0                     | 37    | 1     | 4      | 0.03            |
| Total carrera                     | Total carrera | Total carrera | 83    | 3     | 5      | 50               | 0                | 3                | 13                    | 0                     | 0                     | 146   | 3     | 8      | 0.02            |
| 1. 2. 3.                          |               |               |       |       |        |                  |                  |                  |                       |                       |                       |       |       |        |                 |

## Palmarés

### Campeonatos nacionales
| Título              | Equipo       | País      | Año     |
| ------------------- | ------------ | --------- | ------- |
| Copa Argentina      | Boca Juniors | Argentina | 2019-20 |
| Supercopa Argentina | Boca Juniors | Argentina | 2022    |

### Campeonatos internacionales
| Título              | Equipo                     | Sede | Año  |
| ------------------- | -------------------------- | ---- | ---- |
| Sudamericano Sub-17 | Selección Argentina Sub-17 | Perú | 2019 |